# Таємний сад (роман)
«Таємний сад» (англ. The Secret Garden) — дитячий роман англійської та американської письменниці Френсіс Годґсон Бернет. Вперше був опублікований по частинах, починаючи з осені 1910; повністю вперше опублікований у вигляді книги в 1911. «Таємний сад» є однією з найпопулярніших книг письменниці.

## Сюжет

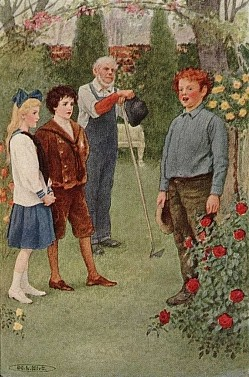
Мері, Дікен, Бен і Колін

Мері Ленокс — хвороблива, відлюдькувата 10-річна дівчинка, народжена в Індії від заможних батьків-британців. Вона була небажаною дитиною для матері, а батько весь час був зайнятий роботою в колоніальному уряді. Тож батьки майже не приділяли уваги доньці, віддавши на виховання слугам-індусам. Через це Мері стала розбещеною, невдячною і примхливою. Після епідемії холери батьки та слуги гинуть, Мері лишається самотньою в порожньому будинку. Вона недовго живе з англійським священником та його родиною в Індії, але нехтує його гостинністю, за що з неї глузують місцеві діти. Прихистити її погоджується дядько, що живе в Англії в Йоркширі. Дядько, містер Арчибальд Крейвен — заможний, проте негарний зовні, живе у величезному старому будинку в садибі Мізелвейт.
Спочатку Мері не подобається новий дім і люди, які живуть у ньому. Найбільше їй не до вподоби вересове пустище, що оточує будинок. Дівчина симпатизує лише добродушній служниці Марті Совербі, яка розповідає Мері про покійну тітку — Ліліас Крейвен, яка вирощувала троянди в обнесеному муром саду. Місіс Крейвен загинула через нещасний випадок у саду (на неї впала зламана гілка). Пригнічений містер Крейвен замкнув його та закопав ключ і відтоді майже не буває вдома, подорожуючи по світу. Оглядаючи садибу, Мері бачить дерево за стіною, та розумує, що воно росте в таємному саду. Проте хвіртка до нього зачинена і немає жодного способу навіть поглянути на сад. Незабаром Мері знайомиться з садівником Беном Везерстафом, і його ручною малинівкою. Її дивує і розчулює, що грубий з вигляду садівник лагідний до пташки. Мері задумується, що байдужа до всіх через самотність. Вона починає гуляти околицями, слідуючи за малинівкою, і розпитує в Марти про все незнайоме. Та Ночами Мері починає чути таємничі крики, що лунають у маєтку, і підозрює, що Марта щось приховує
Мері намагається дослідити численні кімнати будинку, але Марта віднаджує її. Дівчинка вирішує проводити час на пустищі, де часто гуляє Дікен — 12-ирічний брат Марти. Він малограмотний, зате працьовитий і товаришує з дикими тваринами. Якось Мері, слідуючи за малинівкою, знаходить нору, де сховано ключ. Мері викопує його та відмикає двері таємного саду, але нікому не розповідає про свою знахідку. Дівчинка вирішує впорядкувати його і просить у Марти садові інструменти. Марта доручає доставити їх Дікенові. Прагнучи навчитись садівництву, Мері показує йому таємний сад. Дікен подобаються Мері за те, що добрий до тварин і цінує природу, той відповідає взаємністю.
Однієї ночі Мері вкотре чує крики і вирішує піти за ними через будинок. Вона знаходить хлопчика її віку на ім'я Колін, який живе в далекій кімнаті. Той не може ходити через хворобу хребта і Марта доглядає за ним. Колін, як виявляється, примхливий і приписує собі хвороби, яких насправді не має, з приводу чого істерить. Мері вбачає схожість свого колишнього життя в Індії з Коліновим. Незабаром вона розкриває, що той є її двоюрідним братом. Мері щотижня відвідує Коліна, відволікаючи від думок про хвороби своїми історіями про природу та Дікена. Зрештою Мері зізнається Коліну, що відвідує таємний сад і хлопчик просить показати його. Коли настає весна, Мері з Дікеном садять Коліна в інвалідний візок і виводять назовні в таємний сад. Це стає першою його прогулянкою за кілька років.
Перебуваючи в саду, діти розуміють, що Бен Везерстаф побачив їх. Здивований і розлючений, той застає дітей у таємному саду, але радіє, коли бачить, що Колін може ходити. Надалі Колін та Мері кожен день проводять в саду, іноді в компанії Дікена. Доглянутий, сад розквітає і стає домом для безлічі тварин. Колін поступово міцніє, спілкуючись з друзями та навчаючись співу, що називає «Магією голосу». Діти та Бен домовляються тримати здоров'я Коліна в таємниці, щоб здивувати батька, який перебуває в черговій подорожі. В міру покращення здоров'я Коліна, його батько відчуває піднесення, що досягає кульмінації уві сні, коли його покійна дружина кличе його з саду. Коли він отримує лист від місіс Совербі, то користується можливістю нарешті повернутися додому. Проходячи біля стіни саду, він чує голоси всередині, знаходить двері незамкненими і, ввійшовши, бачить, що сад доглянутий і заквітчаний, а його син здоровий.

## Видання українською
- Бернет Френсіс Годгсон. Таємний сад / пер. з англ. Н. Римська. Л. : Свічадо, 2008. 256 c.
- Бернет Ф. Таємний сад: [роман: для серед. шк. віку] / пер. з англ. Н. Римської ; худож. Л. Гентош. 2-ге вид. Львів: Свічадо, 2010. 288 с.
- Бернет Френсіс. Таємний сад. / пер. з англ. Н. Римська. Махаон-Україна, 2012. 264 с.
- Бернет Френсіс. Таємний сад. / пер. з англ. Олександр Мокровольський. К., Рідна мова, 2017. 288 с.
- Бернет Фресіс. Таємний сад. / пер. з англ. Микола Байдюк. Ілюстрації Любов Малигіна. К., Nebo Booklab Publishing, 2018. 288 с.
- Бернет Френсіс. Таємний сад. / пер. з англ. Марія Головко. К., Знання, 2018. 270 с.
- Бернет Френсис. Таємний сад. / пер. з англ. Богдана Носенок. Х., ФОЛІО, 2020. 252 с.

## Екранізації

### Кіно
- «Таємний сад» (англ. The Secret Garden, США, 1919)
- «Таємний сад» (англ. The Secret Garden, США, 1949)
- «Таємний сад» (англ. The Secret Garden, США, Велика Британія, 1987)
- «Таємний сад» (англ. The Secret Garden, США, 1993)
- «Таємний сад» (англ. The Secret Garden, США, 1994) — анімаційний фільм.
- «Повернення в таємний сад» (англ. Return to the Secret Garden, США, 2000) — продовження роману.
- «Назад у таємний сад» (англ. Back to the Secret Garden, США, Німеччина, Велика Британія, 2001) — продовження роману.
- «Таємний сад» (англ. The Secret Garden, Велика Британія, 2020)

### Телебачення
- «Таємний сад» (англ. The Secret Garden, Велика Британія, 1952)
- «Таємний сад» (англ. The Secret Garden, Велика Британія, 1960)
- «Таємний сад» (англ. The Secret Garden, Велика Британія, 1975)
- «Таємний сад» (яп. アニメ ひみつの花園, Японія, 1991—1992) — аніме.